# Нетопырь (роман)
Нетопырь (норв. Flaggermusmannen) — детективный роман норвежского писателя Ю Несбё, первый в серии о детективе Харри Холе. Другое название — «Полёт летучей мыши».

## Сюжет
Королевское Норвежское полицейское управление посылает детектива Харри Холе в Сидней представлять Норвегию в расследовании австралийской полицией изнасилования и убийства бывшей норвежской актрисы Ингер Холтер.
По прибытии Харри знакомится с Эндрю Кенсингтоном, австралийским аборигеном и детективом по расследованию убийств из полиции Сиднея, его номинальным партнёром в расследовании. Холе сообщают, что тело Холтер было найдено разбитым о прибрежные скалы, а все возможные улики смыты.
Первым под подозрение попадает Эванс Уайт, ухажёр Ингер. Он иммигрировал в Австралию со своей разведённой матерью в 1970-х годах, теперь продаёт наркотики в городе Нимбин. Познакомившись с Уайтом, Харри уверяется в его причастности к смерти Холтер.
Харри и Эндрю посещают паб, где Ингер Холтер работала барменом. Там Харри знакомится с клоуном и гомосексуалистом Отто Рехтнагелем и шведкой Биргиттой Энквист и приглашает её на свидание. Харри признаётся ей, что он — алкоголик и виновен в смерти своего напарника.
Эндрю отвозит Харри посмотреть местный турнир по боксу, организованный командой боксёров Джима Чайверса. После матча Холе знакомится с боксёром-аборигеном Робином Тувумбой, чемпионом матча и протеже Эндрю, который также был боксёром прежде, чем стать полицейским.
Анализ данных о жертвах насилия в Новом Южном Уэльсе показывает, что все жертвы были блондинками. Преступник не идентифицирован, однако команда обнаруживает последовательность дел об изнасиловании, соответствующих тем параметрам, которые произошли несколько лет назад.
Пытаясь допросить наркобарона из Сиднея, Харри инициирует драку. Эндрю пытается ему помочь, но получает травму в бою, и его госпитализируют. Харри начинает подозревать Отто Рехтнагеля, основываясь на появлении его цирка вблизи каждого места изнасилования блондинок за прошедшие годы. Он вываливает на Эндрю эту информацию в больнице, но тот пытается отговорить Харри от ареста Отто, заявляя, что это — вопрос жизни или смерти.
Как только заканчивается номер Рехтнагеля и он уходит со сцены, Харри и его коллеги обыскивают закулисье, но не могут найти его. Наконец, находят расчленённое тело Отто в реквизиторской. Со смертью Рехтнагеля Харри работает над догадкой, что его убийца был связан с делами об изнасиловании, но клоун, возможно, всё же был тем последовательным насильником и убийцей, а его предполагаемый гомосексуализм был только прикрытием для его истинных сексуальных наклонностей.
На следующий день после убийства Рехтнагеля Холе и его коллега Сергей Лебье обнаруживают тело Эндрю, повешенное на электрическом шнуре люстры в квартире Отто. Харри также обнаруживает маленький склад использованных и неиспользованных шприцев для инъекций героина в квартире, но скрывает это от Лебье. После этого Холе допрашивает одного из наркодилеров и узнаёт, что Эндрю был одним из их клиентов, но он составил себе хорошую репутацию, покупая малые дозы на регулярной основе и всегда имея возможность заплатить. Эндрю, как оказалось, был одним тех редких наркоманов, которые в состоянии удерживать свою пагубную привычку под контролем и поддерживать нормальную жизнь.
Харри допрашивает проститутку в своём гостиничном номере под предлогом желания заняться с ней сексом. Биргитта приходит к нему и, застав Холе пьяным, голым и с проституткой, она уходит от Харри.
Холе выгоняют из отеля за нарушение порядка. В течение нескольких дней Харри бродит по городу и пытается вытянуть информацию из видных личностей Сиднейского преступного мира. Протрезвев, Холе связывается с Биргиттой и мирится с ней. После уговоров Харри девушка соглашается стать приманкой для Эванса, предложив встретиться с ним, чтобы купить наркотики. По плану она должна надавить на него, чтобы вытянуть информацию об убийствах. К тому времени, однако, Харри приходит к выводу, что Эванс не является убийцей.
Операция проваливается, когда Биргитта исчезает. Харри допрашивает Эванса, как только полиция находит его. Он утверждает, что всегда с подозрением относился к Энквист, и что она не встретила его в назначенное время и в согласованном месте.
Харри звонит Тувумбе, который признаётся в совершении всех преступлений. Тувумба какое-то время был в отношениях с Рехтнагелем, и клоун раскрыл его преступные деяния. Надеясь на спортивную карьеру Тувумбы, Эндрю пытался частично увести Харри со следа до того момента, пока его не отослали бы назад в Норвегию. Как только стало ясно, что Рехтнагель собирается разболтать дело полиции, он перестал быть ценным для Тувумбы.
Харри и полиция врываются в квартиру Тувумбы, но Биргитты там нет. Затем они находят шлюпку, зарегистрированную на Тувумбу, где обнаруживают тело Биргитты прикованным цепью к якорю на дне.
Харри и полиция преследуют Тувумбу до Сиднейского аквариума. На причале Холе ранит боксёра, тело которого утягивает морской хищник.